# 新波克羅夫卡 (克羅皮夫尼茨基區)
48°51′6″N 32°48′33″E / 48.85167°N 32.80917°E
新波克羅夫卡（烏克蘭語：Новопокровка）是位於烏克蘭中部的村莊，由部基洛夫格勒州克羅皮夫尼茨基區的德米特里夫卡市鎮負責管轄。該村面積0.55平方公里，海拔高度146米，2001年人口76，人口密度每平方公里139.2人。